# 12,7×108mm

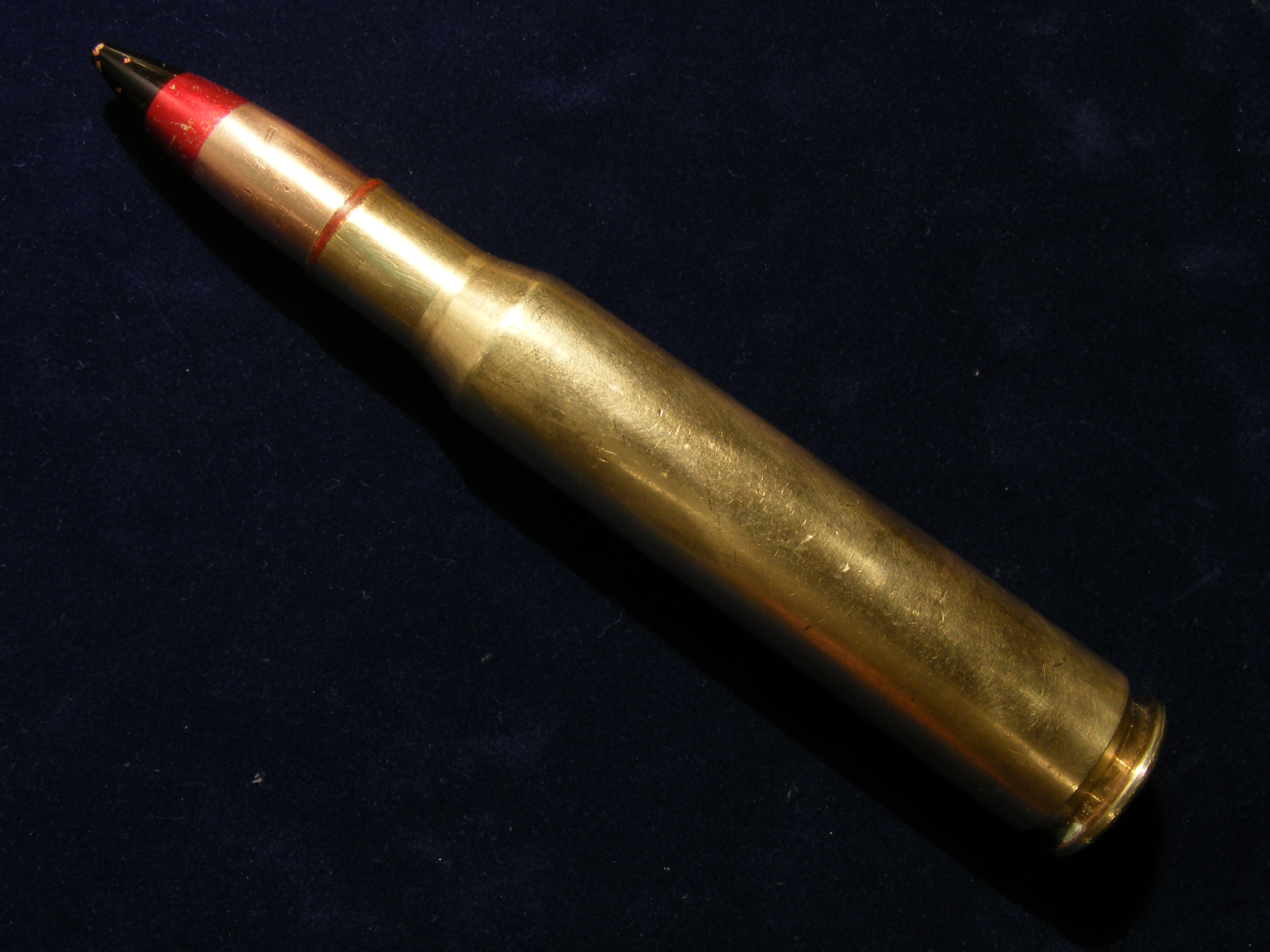
Um cartucho 12,7×108mm

O cartucho 12,7×108mm é um cartucho de 12,7 mm de metralhadora pesada e fuzil antimaterial usado pela antiga União Soviética e pelos países do Pacto de Varsóvia, incluindo Rússia, China, Irã, Coreia do Norte e muitos outros. Foi inventado em 1934 para criar um cartucho como o cartucho de fuzil  antitanque alemão 13,2×92mmSR e o cartucho americano .50 BMG (12,7×99mm NATO).
É usado nas mesmas funções que o cartucho .50 BMG (12,7×99mm NATO) da OTAN. Os dois diferem no formato e no peso da bala, e o estojo do 12,7×108mm é um pouco mais longo, e sua maior capacidade permite conter um pouco mais de um tipo diferente de pólvora. O 12,7×108mm pode ser usado para atacar uma ampla variedade de alvos no campo de batalha e destrói veículos não blindados, penetra em veículos levemente blindados e danifica equipamentos auxiliares externos (ou seja: holofotes, radar, transmissores, blocos de visão, tampas do compartimento do motor) em veículos fortemente blindados, como tanques. Também acende gasolina e - desde 2019 - combustível diesel (cartucho experimental "Avers" AP/I).

## Uso

### Fuzis antitanque antimateriais
- AMR-2
- ČZW-127
- Falcon OP96
- Gepárd
- Golan S-01
- KSVK
- OSV-96
- PDSHP
- QBU-10
- QBU-201
- Snipex M
- SVN-98
- V-94
- Vidhwansak
- Zastava M93 Black Arrow
- Zastava M12 Black Spear
- Zijiang M99
  - Zijiang & Poly M99-I/M99B-I/M06
- Zijiang LR-2/LR-2A

### Metralhadoras pesadas
- 6P62
- Afanasev A-12.7
- DShK
- Berezin UB
- CS/LM5
- M17G 12.7mm
- NSV
- Kord
- Type 77
- W85/QJC88
- QJZ-89
- Zastava M02 Coyote
- Yak-B 12.7mm
- Zastava M87
- Yu-12.7